# Miguel Cardona
Miguel Cardona, né le 11 juillet 1975 à Meriden (Connecticut), est un homme politique américain. Membre du Parti démocrate, il est secrétaire à l'Éducation des États-Unis du 2 mars 2021 au 20 janvier 2025 dans le cabinet de Joe Biden.
Il commence sa carrière comme enseignant de quatrième année à l'école primaire Israel Putnam à Meriden. En 2003, alors qu'il est âgé de 27 ans, il devient directeur de l'école Hanover dans la même ville, faisant de lui le plus jeune directeur de l'État,. Il est nommé commissaire à l'Éducation du Connecticut le 8 août 2019 par le gouverneur Ned Lamont.

## Biographie

### Enfance et éducation
Miguel Cardona naît le 11 juillet 1975 de parents portoricains,. Il grandit dans un foyer où l'espagnol est la principale langue de communication et doit apprendre l'anglais à son entrée à la garderie. Vivant dans un logement social de Meriden, il est diplômé de l'école secondaire technique H.C. Wilcox,,.
Il obtient un baccalauréat en éducation de l'université d'État du Connecticut central (en) en 1997, puis une maitrise en éducation bilingue et biculturelle de l'université du Connecticut en 2001. Il reçoit son doctorat en éducation au sein du même établissement en 2011, son sujet de thèse étant « Sharpening the Focus of Political Will to Address Achievement Disparities », supervisé par Barry G. Sheckley et Casey D. Cobb,,.

### Carrière d'enseignant
Miguel Cardona commence sa carrière à l'école primaire Israel Putnam à Meriden. En 2003, alors qu'il est âgé de 27 ans, il devient directeur de l'école Hanover, ce qui fait de lui non seulement le plus jeune directeur en exercice de l'État, mais aussi le plus jeune de la dernière décennie au Connecticut. Entre 2015 et 2019, il est superintendant adjoint pour l'enseignement et l’apprentissage dans sa ville natale,. Miguel Cardona a aussi occupé un poste de professeur auxiliaire à l'université du Connecticut, où il oriente sa recherche sur la réduction des écarts en éducation entre anglophones et allophones,.

### Commissaire à l'Éducation du Connecticut
En 2019, le gouverneur du Connecticut Ned Lamont le nomme commissaire à l'Éducation de l'État. Il est le premier latino à occuper ce poste,.

### Secrétaire à l'Éducation des États-Unis
En décembre 2020, Miguel Cardona est pressenti pour devenir secrétaire à l'Éducation des États-Unis dans l'administration Biden. Alors qu'il est en compétition avec Lily Eskelsen García et Randi Weingarten, deux dirigeants syndicaux, le président élu Joe Biden le choisit dans ce qui est perçu comme une action ayant pour but d'éviter la rivalité entre les personnalités cités, toutes deux syndicalistes.
La candidature de Miguel Cardona aurait été mise de l'avant par Linda Darling-Hammond, membre de l'équipe de transition présidentielle, avec qui il travaille à de nombreuses reprises. Il passe pour la première fois devant le comité sénatorial le 3 février 2021, dans le cadre du processus de confirmation associé à sa nomination. Elle est finalement confirmée le 1er mars 2021 lors d'un vote se soldant 64 vote pour et 33 contre. Il entre en fonction le lendemain.

### Vie personnelle
En 2002, Miguel Cardona épouse Marissa Pérez, une psychologue scolaire et ex-Miss Connecticut,. Ensemble, le couple a deux enfants.